# 並木のり子
並木 のり子（なみき のりこ、1972年6月19日 - ）は、日本の女性声優。長野県下伊那郡松川町出身。フリー。

## 略歴
元々松田聖子が好きで、歌手になりたかったという。声優になりたいと思ったきっかけは小学6年生の時に、地元の長野県の夏祭りで買っていた漫画『セクシーボイスでよかったら』の単行本を読み、「声優ってこういう感じでやってるんだ!!」と衝撃を受けて初めて職業としての声優を知ったという。興味を持ったのがきっかけであり、元々歌をうたうのが好きだったのと、アニメをよく見ていたため、「好きな事をお仕事にできるなら」と挑戦してみたいと思い、「自分は声優になる」と決めていたという。
アニメも好きだったが、好きすぎて「声をやってる人がいる」と全く思ってなかったという。その後、テレビアニメ『鎧伝サムライトルーパー』が流行しており、その声優達が大ホールでコンサートをしているのをテレビで観ていたという。その時は「すごい！　役もできて歌も歌えて素敵!!　絶対なるしかない!!」と高校卒業時、進学先は代々木アニメーション学院しか見つからなかったという。
両親は「東京に行く」というところから猛反対で、父と母と並木で切々と話をして、泣きわめき、高校時代に父と一緒に体験入学に行っていたが、父は「アニメを描く方の人になりたいんだろう」と思って連れてきてくれてたという。その時、「それなら、手に職だし、まぁいいか」と思っていたところ、「声優になりたい」と言われていたことから「え!? なんのこと!?」という。その時に「新聞奨学生制度でもいいから行きたい」と説得を続けていたところ「じゃあ、大学まで行かせるつもりで行かせてやるか……でも寮だぞ」と色々な学校の混合の寮が埼玉県にあったが、そこしか空いていなかったという。
代々木アニメーション学院卒業後、一番最初に受けたオーディションが三ツ矢雄二が立ち上げた劇団フリーアトム（現：ミツヤプロジェクト）で、そこに所属して劇団員になった。
最初からアニメのオーディションを受けさせてもらい、舞台活動も経る。その劇団には5年も所属していた。
その後はアークプロダクション、ntbplanningを経て、2017年7月1日よりポンテに所属。契約満了に伴い2019年6月30日付で退所し、以降はフリーで活動を続ける。
2008年9月に子供から大人までわかりやすく伝えるエコユニット「にゃんたぶぅ」を結成。同ユニットリーダー「のんたん」としても活躍中。
エコや地球環境について大手ショッピングセンターなどを中心にファミリー向けイベントを展開中。
所属ユニットにゃんたぶぅとして埼玉県の勝手に埼玉応援隊メンバーに任命
2010年11月28日、長野県松川町の松川町環境大使に任命
2011年10月16日、所属ユニットにゃんたぶぅとして長野県松川町の松川町広報大使に任命
2012年4月2日、所属ユニットにゃんたぶぅとして埼玉県蓮田市のはすだ広報大使に任命、同市のけんこう大使に任命
2013年10月1日、所属ユニットにゃんたぶぅとして広島県三原市の三原市ふるさと大使に任命
2014年12月23日、所属ユニットにゃんたぶぅとして埼玉県の彩の国けんけつ特命大使に任命

## 人物
趣味・特技は三点倒立、声マネ。
鈴木真仁とは代々木アニメーション学院時代からの親友同士。

## 出演
太字はメインキャラクター。

### テレビアニメ
1993年
- ドラゴンリーグ（アノ、ネズミン、マリアナ姫）

1994年
- 赤ずきんチャチャ（1994年 - 1995年、お鈴ちゃん、生徒B、マネキ猫、りんご組2）
- それいけ!アンパンマン（アース〈初代〉、たまごちゃん〈3代目〉）

1995年
- 愛天使伝説ウェディングピーチ（女生徒）
- ナースエンジェルりりかSOS（ミミナ）

1996年
- こちら葛飾区亀有公園前派出所（1996年 - 2003年、おのろけ姫、両津ちよ子、深田明日子、角田大介、佐々木洋子、キャサリン・富士 他）
- 花より男子（葵うらら〈子供時代〉、クラブの女、女子学生B、女子生徒B）
- 水色時代（片倉良子、若葉）
- るろうに剣心 -明治剣客浪漫譚-（すずめ）

1997年
- ケロケロちゃいむ（リープ）

1999年
- 神八剣伝（チャッピー）
- HUNTER×HUNTER（第1作）（マチ、ココちゃん）
- メダロット（スルメ、セントナース、謎の女）

2000年
- コレクター・ユイ（子供）
- ドキドキ♡伝説 魔法陣グルグル（レピア）
- ハムスター倶楽部（優子、ぷーちゃん）
- ビックリマン2000（悪トレス〈アクトレシーヌ〉、ガングローブ）
- へろへろくん（バブバブ、ドロドロ）
- 遊☆戯☆王デュエルモンスターズ（御伽ガールズ1）

2001年
- 仰天人間バトシーラー（カレンナ）
- コスモウォーリアー零（シュテム、女の子、子供）
- テニスの王子様（芝砂織、幼少期の不二裕太、エレベーターガール芝さん）
- Dr.リンにきいてみて!（美紀先生）

2002年
- 真・女神転生Dチルドレン ライト&ダーク（ジュディ）
- 満月をさがして（アイドル）
- ホイッスル!（杉原多紀）

2003年
- ふたつのスピカ（吉田先生、男の子B、主婦C、女子A、生徒2、担任教師）
- onちゃん夢パワー大冒険!（meちゃん）

2004年
- Get Ride! アムドライバー（キャシー・モルトン）
- 超ぽじてぃぶ! ファイターズ（ダイ、ミナミ、ナナミ、ミーナ、まーくん、ンなだ、サブロー、シロー、ナミ）
- RAGNAROK THE ANIMATION（カプラサービス）

2005年
- 韋駄天翔（リカ）
- おねがいマイメロディ（燕子花葵）
- capeta（茂波の母）
- シュガシュガルーン（ばあや）
- 絶対少年（幼い歩、女性ナレーション）

2006年
- おねがいマイメロディ 〜くるくるシャッフル!〜（燕子花葵）
- ギャラクシーエンジェる〜ん（ブランド姉さん、少女）
- 人造昆虫カブトボーグ V×V（2006年 - 2007年、美人秘書、チロリアン）
- 内閣権力犯罪強制取締官 財前丈太郎（桜井佐和子、内山深雪）
- マジカノ（黒須ゆり、サッカー部員、女子バレー部員、卓球部員）
- まもって!ロリポップ（フォルテ）
- 水色時代（片倉、お天気お姉さん、女子生徒、同級生）
- 遊☆戯☆王デュエルモンスターズGX（リンド）

2007年
- おねがいマイメロディ すっきり♪（自由の女神、マリー・ネット）
- Saint October（フィレーナ）
- 瀬戸の花嫁（永澄の母）
- 天才? Dr.ハマックス（エリコ）

2008年
- ウエルベールの物語 〜Sisters of Wellber〜 第二幕（キーラ・ビンチ）
- GUNSLINGER GIRL -IL TEATRINO-（ブルーノの妻）
- 恋姫†無双（姉）
- 純情ロマンチカ（2008年 - 2015年、相川絵理） - 3シリーズ
- 天体戦士サンレッド（2008年 - 2009年、まーくん、さち子、おばさんB、子供、じん君 他） - 2シリーズ
- Rocket! ぼくらを月につれてって 新・月世界旅行（マトガワエリ、アウーダ）

2009年
- クッキンアイドル アイ!マイ!まいん!（ガブリエッラ）
- 獣の奏者 エリン（ナミ、ジェシ）

2014年
- ハマトラ（美濃羽）

### 劇場アニメ
- るろうに剣心 -明治剣客浪漫譚- 維新志士への鎮魂歌（1997年、すずめ）
- 劇場版 テニスの王子様 跡部からの贈り物 〜君に捧げるテニプリ祭り〜（2005年、芝砂織[23]）
- 劇場版 どうぶつの森（2006年、つぶきち[24]）

### OVA
- 赤ずきんチャチャ（1995年 - 1996年、お鈴ちゃん）
- るろうに剣心 -明治剣客浪漫譚- 追憶編（1999年、茜）
- HUNTER×HUNTER（2002年、マチ）
- テニスの王子様 Original Video Animation 全国大会篇（2006年、芝砂織）
- 瀬戸の花嫁OVAシリーズ（2008年 - 2009年、永澄の母）
- 瀬戸の花嫁 否苦炒亜怒羅魔 極道の妻 KEJIME（2010年、永澄の母）

### Webアニメ
- Rocket! ぼくらを月につれてって（2007年、エリ、アウーダ）
- ペンギン娘♥はぁと（2008年、海老先生）

### ゲーム
1995年
- おやじハンターマージャン（ブルセラ美少女）

1997年
- マクロス デジタルミッション VF-X（フリージア）
- るろうに剣心 -明治剣客浪漫譚- 十勇士陰謀編

2003年
- テニスの王子様SWEAT & TEARS 2（吉川美咲）
- ぷよぷよフィーバー（ラフィーナ、リデル、おにおん）

2004年
- THE 裁判（ケンジロウ、杉坂蛍子）
- テニスの王子様 RUSH & DREAM!（吉川美咲）

2005年
- ぷよぷよフィーバー2（ラフィーナ、リデル、おにおん、おに子）

2006年
- ぷよぷよ! Puyopuyo 15th anniversary（ラフィーナ、リデル、おにおん、おに子）

2007年
- マジカノ ファンディスク じゃんけんぽんってマジですか?（黒須ゆり）

2009年
- ぷよぷよ7（ラフィーナ）
- 遊☆戯☆王ファイブディーズ タッグフォース4（一般キャラクター）

2010年
- 遊☆戯☆王ファイブディーズ タッグフォース5（一般キャラクター）

2011年
- ぷよぷよ!! Puyopuyo 20th anniversary（ラフィーナ、リデル、おにおん、おに子）
- 遊☆戯☆王ファイブディーズ タッグフォース6（一般キャラクター）

2013年
- ぷよぷよ!!クエスト（2013年 - 2023年、リデル、ラフィーナ、おにおん）

2014年
- ぷよぷよテトリス（ラフィーナ、リデル、おにおん、おに子）

2016年
- ぷよぷよクロニクル（ラフィーナ、リデル）

2018年
- 絶体絶命都市4Plus -Summer Memories-（富田佳苗）

2019年
- ファイアーエムブレム 風花雪月（ラディスラヴァ）

2020年
- ぷよぷよテトリス2（ラフィーナ、リデル）

2022年
- セガNET麻雀 MJ（ラフィーナ）
- ファイアーエムブレム無双 風花雪月（ラディスラヴァ）

### ドラマCD
- 幻想世界英雄烈伝 フェアプレイズ（斉木陽太）
- 純情ロマンチカ（相川絵理）
- バウンティソード外伝・鋼鉄の龍（ロベリア）
- エコだ!元気だ!にゃんたぶぅ（にゃんたぶぅ）
- おいしい!たのしい!にゃんたぶぅ（にゃんたぶぅ）
- Life（にゃんたぶぅ）
- りょー子先生の診療室〜悩める子羊には愛のムチよ〜

### 吹き替え

#### 映画
- ちびっこギャング（1995年、ダーラ）※VHS版
- 情熱の処女〜スペインの宝石〜（2003年、エレーシア）※DVD版
- シェーン（2006年、マリアン・スターレット〈ジーン・アーサー〉）※PDDVD版

#### アニメ
- ラグラッツ（2000年、スージー・カーマイケル〈クリー・サマー〉）

### ラジオ
- JFN 「週間アニメグランプリ」
- 青春ラヂオ 「のりこんでこい 来い・恋・濃い」

### その他
- 笑う犬の発見 Go with flow!（ハムエモンのテーマソング）
- e解説 まいこのShade教室（まいこせんせい）
- Poserフィギュア にあ☆みぃ（にあ☆みぃ）
- おかあさんといっしょに!ベストソング2・KS CREATE
- パチスロ スパイガール（ビクシア、レオーネ、テディ）

### 舞台
- ときめきステージョナリーズ かくかくしかじかの大作戦！（2020年7月10日-11日、新宿角座） - 千翼先生 役

## ディスコグラフィ

### アルバム
| 枚  | 発売日        | タイトル   | 規格品番 |
| --- | ------------- | ---------- | -------- |
| 1st | 2004年7月15日 | i          |          |
| 2nd | 2007年1月24日 | ナチュラル |          |

### キャラクターソング
| 発売日        | 商品名                                                                                 | 歌 | 楽曲               | 備考                                                   |
| ------------- | -------------------------------------------------------------------------------------- | --- | ------------------ | ------------------------------------------------------ |
| 1997年3月21日 | MACROSS DIGITAL MISSION VF-X ORIGINAL SOUNDTRACK                                       | ミルキードールズ | 「Only You」       | ゲーム『マクロス デジタルミッション VF-X』関連曲       |
| 1997年3月21日 | MACROSS DIGITAL MISSION VF-X ORIGINAL SOUNDTRACK                                       | ミルキードールズ | 「虹のパレット」   | ゲーム『マクロス デジタルミッション VF-X』関連曲       |
| 2001年        | 「幻想世界英雄烈伝 フェアプレイズ」単行本第1巻購入者応募者全員サービス品「太陽のうた」 | 斉木陽太（並木のり子）、ボボウ（望月久代）、月島数騎（鈴木真仁）、琴井奏（水樹奈々）、皇志乃武（田中理恵）、キサヤ（那須めぐみ） | 「太陽のうた」     | 『幻想世界英雄烈伝 フェアプレイズ 』オープニングテーマ |
| 2001年        | 「幻想世界英雄烈伝 フェアプレイズ」単行本第1巻購入者応募者全員サービス品「太陽のうた」 | 斉木陽太（並木のり子）、ボボウ（望月久代）、月島数騎（鈴木真仁）、琴井奏（水樹奈々）、皇志乃武（田中理恵）、キサヤ（那須めぐみ） | 「地球はまわる」   | 『幻想世界英雄烈伝 フェアプレイズ 』エンディングテーマ |
| 2008年        | 瀬戸の花嫁 歌謡全集 仁侠篇                                                             | 政（村瀬克輝）&永澄母（並木のり子）                                                                                              | 「そして愛の迷路」 | テレビアニメ『瀬戸の花嫁』関連曲                       |

- 情熱のXXX（並木のり子 & 楠田敏之として）
- 赤ずきんチャチャ エンディングテーマ ようこそマジカル・スクールへ（1995年3月16日）
- Happy Christmas!（1995年12月21日）並木のり子 & 鈴木真仁として
- 素敵ロボロボ団（2000年2月4日）

### ユニットメンバー
1. ↑  アオイ・ツワブキ（桜井智）、リアトリス（井上喜久子）、モーリィ（三石琴乃）、ビオレッタ（今井由香）、フリージア（並木のり子）